# Бехдин
Бехдин (перс. بهدین‎) — человек, исповедующий зороастризм. Буквальное значение «благоверный», последователь «благой веры».
Бехдином считается человек, отвечающий следующим критериям:
1. зороастризм принят под руководством традиционного мобеда в ходе ритуала Сэдрэ Пуши,
2. чтение пятикратной ежедневной молитвы в течение не менее 1 года,
3. постоянное ношение сэдрэ и кушти,
4. следование принципу хумата, хухта, хваршта (благие мысли, благие слова, благие дела).

Бехдин вправе:
1. жениться на девушке из заратуштрийской семьи,
2. в случае отсутствия в сообществе мобеда проводить: обряд бракосочетания, сэдрэ пуши, часть очистительных обрядов, не связанных с инициацией.
3. осуществлять обряд похорон,
4. читать мантры ньяиш.
5. обучаться для исполнения чина мобедъяра

Слово «бехдин» так же используется иранскими зороастрийцами в значении «мирянин», не священнослужитель.